# Homeroom
Pour plus de détails, voir Fiche technique et Distribution.
Homeroom est un court métrage américain de Michael Zinberg, diffusé le 10 août 1981 sur ABC.

## Fiche technique
- Titre original : Homeroom
- Réalisation : Michael Zinberg
- Scénario : David Braff, Dale McRaven, Nick Thiel
- Production : David Braff
  - Production déléguée : Dale McRaven
- Société(s) de production : Paramount Television
- Société(s) de distribution : ABC
- Pays d'origine : États-Unis
- Année : 1981
- Langue originale : anglais
- Format : couleur – 35 mm – 1,33:1 – mono
- Genre : comédie, court métrage
- Durée : 30 minutes
- Dates de sortie : 
  -  États-Unis : 10 août 1981

## Distribution
- Michael Spound : Craig Chase
- Ally Sheedy : Karen Chase
- Andy Levant : Steve
- Antony Alda : Crazy Willie
- Faye Grant : Tina
- Eddie Deezen : Ron Carp
- Irene Arranga : Annette Savinski
- Lee Lucas : Elvis Clone
- Scott Thomas : Donald Fullilove
- Nicholas Pryor : Scott Thomas
- Donald Fullilove : Billy Coe
- Severn Darden : Mr. Mellish
- David Dumas : Sweeny
- Curt Ayers : Truck